# Хучитан (муниципалитет)
Хучитан (исп. Juchitán) — муниципалитет в Мексике, входит в штат Герреро. Население — 6240 человек.
Центр — населённый пункт Хучитан.

## История
Муниципалитет основан в 2004 году .